# Garni
Garni (örményül Գառնի) örmény kisváros Kotajk tartományban (örményül Կոտայքի մարզ). Jerevántól körülbelül 30 kilométerre keletre található, az Azat folyó völgyében az awani bazaltszurdok felett. A városkának 7415 lakosa van.
Garni néhány évszázadon át az örmény királyok nyári szálláshelye volt – a garni erődítmény romjai máig megvannak. I. Tiridatész az erődítmény területén az első évszázadban épített ión Mithrász-templomot, amely a Garni-templom néven ismert. Több mint másfél évezred háborítatlansága után 1679-ben a templom egy földrengés során súlyosan megsérült, köveit részben elhordta a lakosság. 1966-ban rekonstruálták a talált eredeti anyaggal (ennek során a környező falvakat is megkutatták, majd visszaszállították a templom más célra beépített köveit). A legújabb ásatások során római kori fűtött fürdőre bukkantak, a mozaikpadló sértetlenül átvészelte az évezredeket. Garniban sok az örmény fővárosból idelátogató kiránduló. A turisztikai látványosságok közé tartozik egy kék és fekete bazaltból épült keresztény templom is, valamint a 12. századi Geghard kolostor.

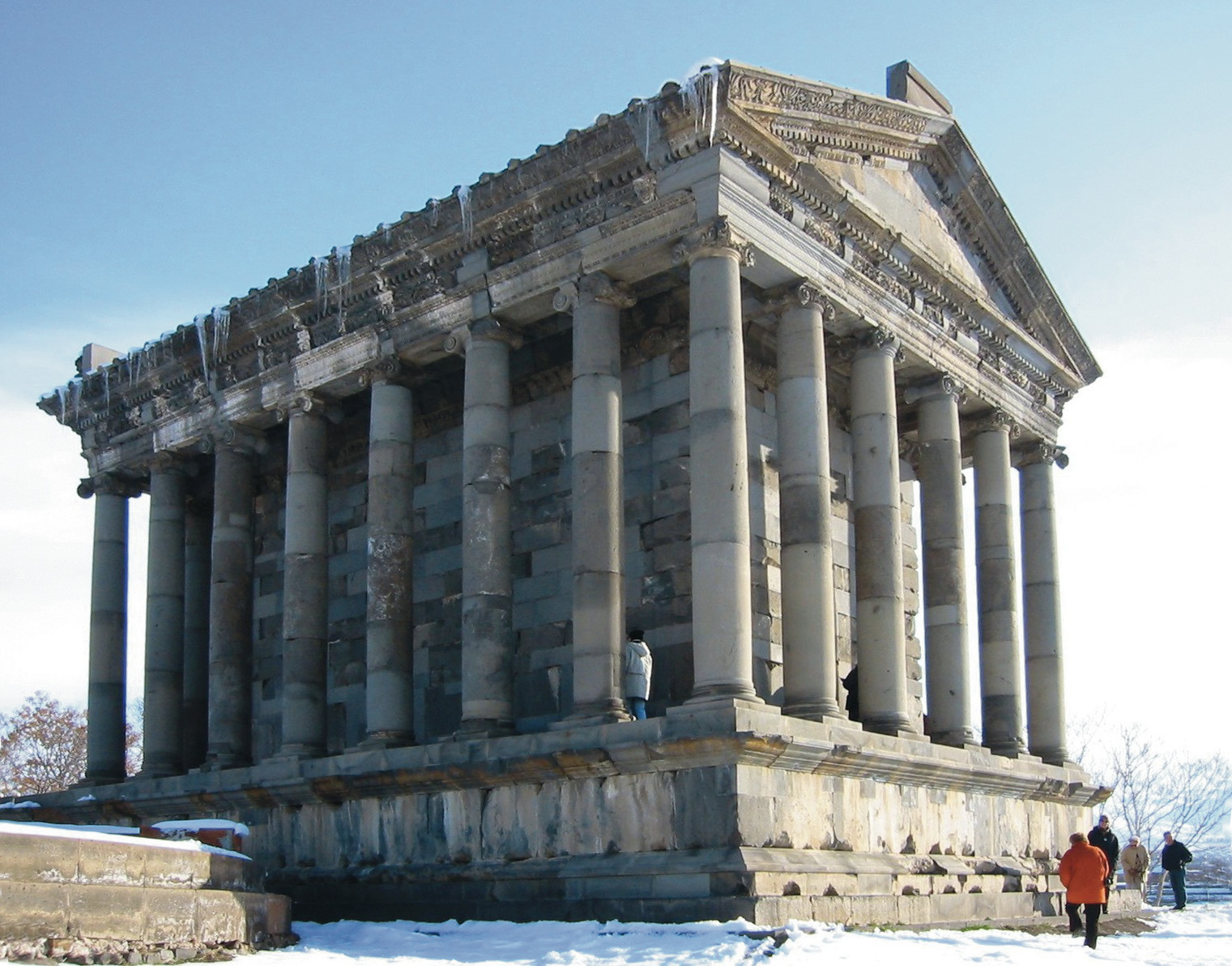
A Mithrász-templom
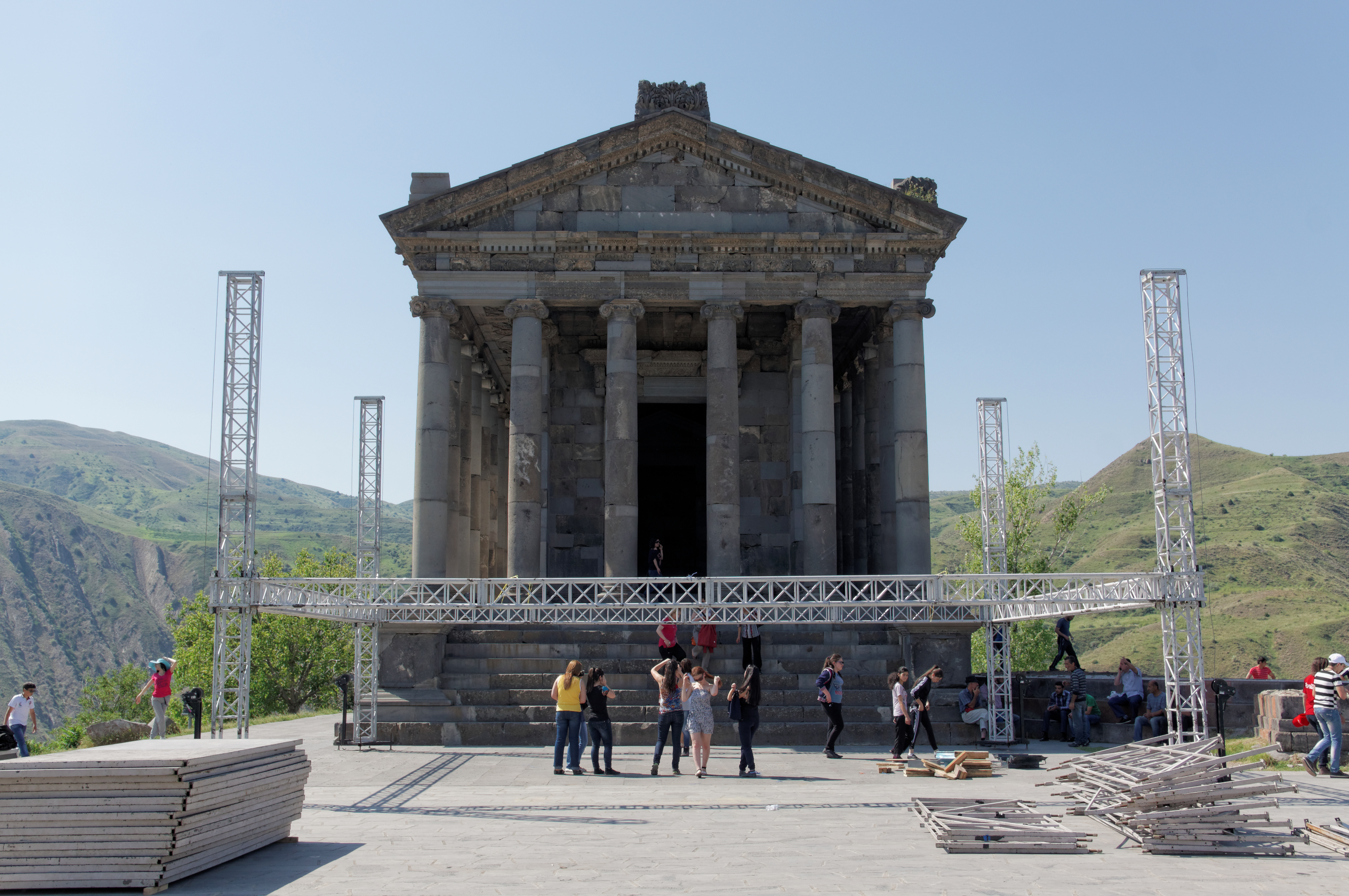
A templom bejárata
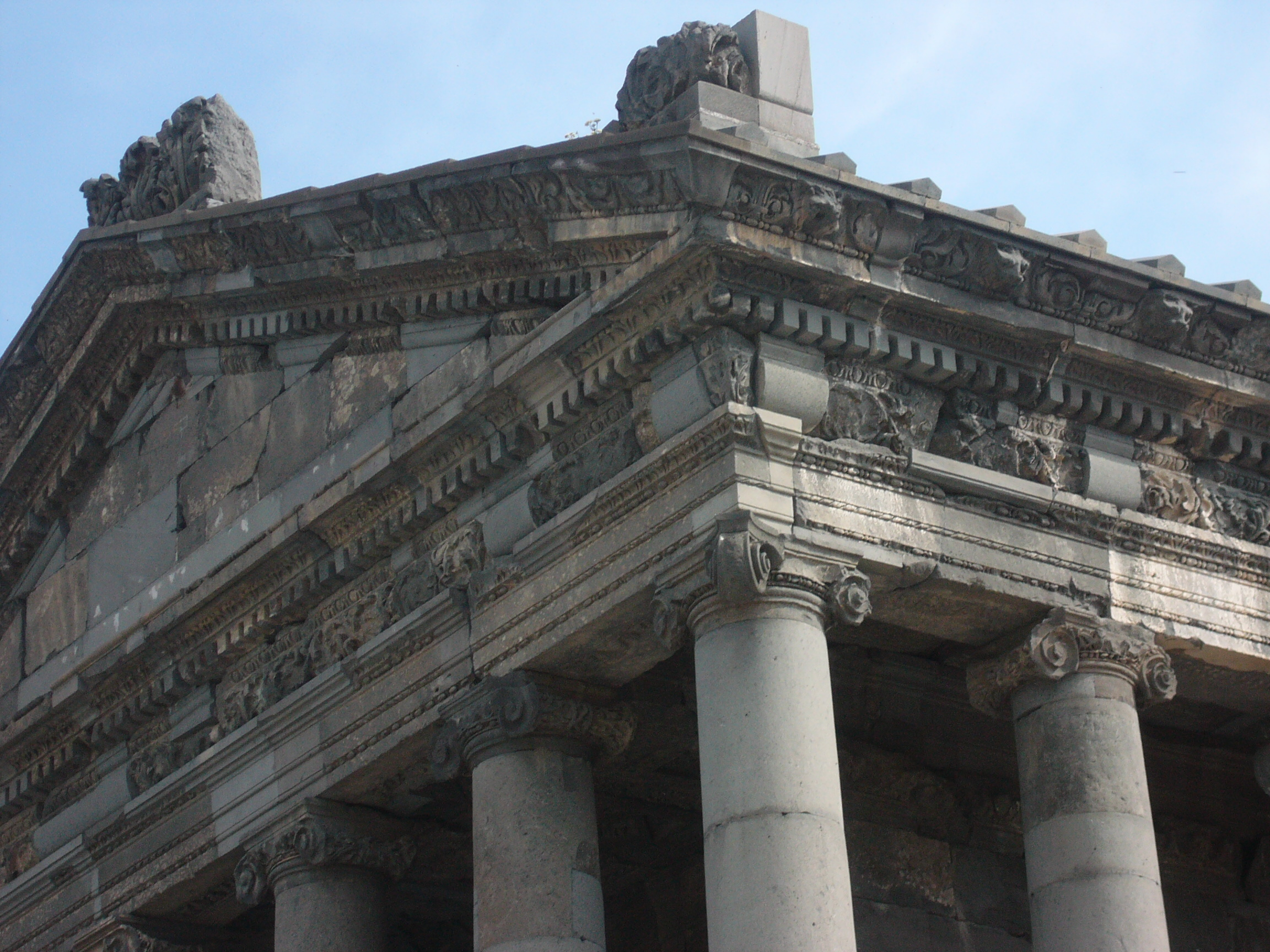
Részlet a timpanonról
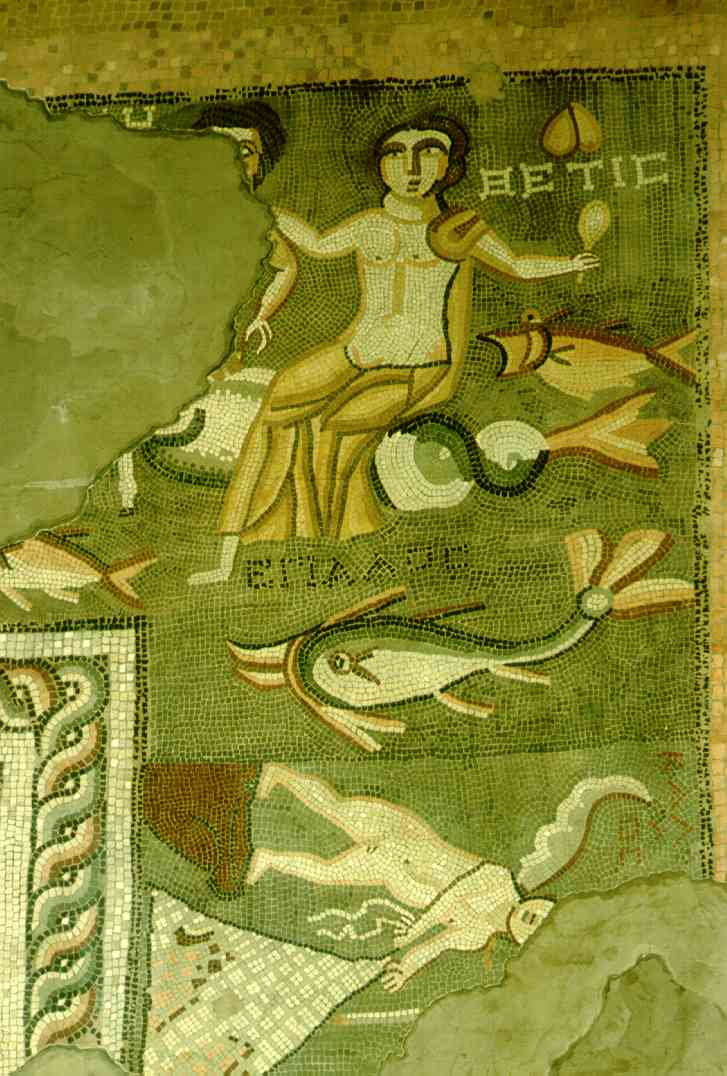
Mozaikrészlet a fürdőből
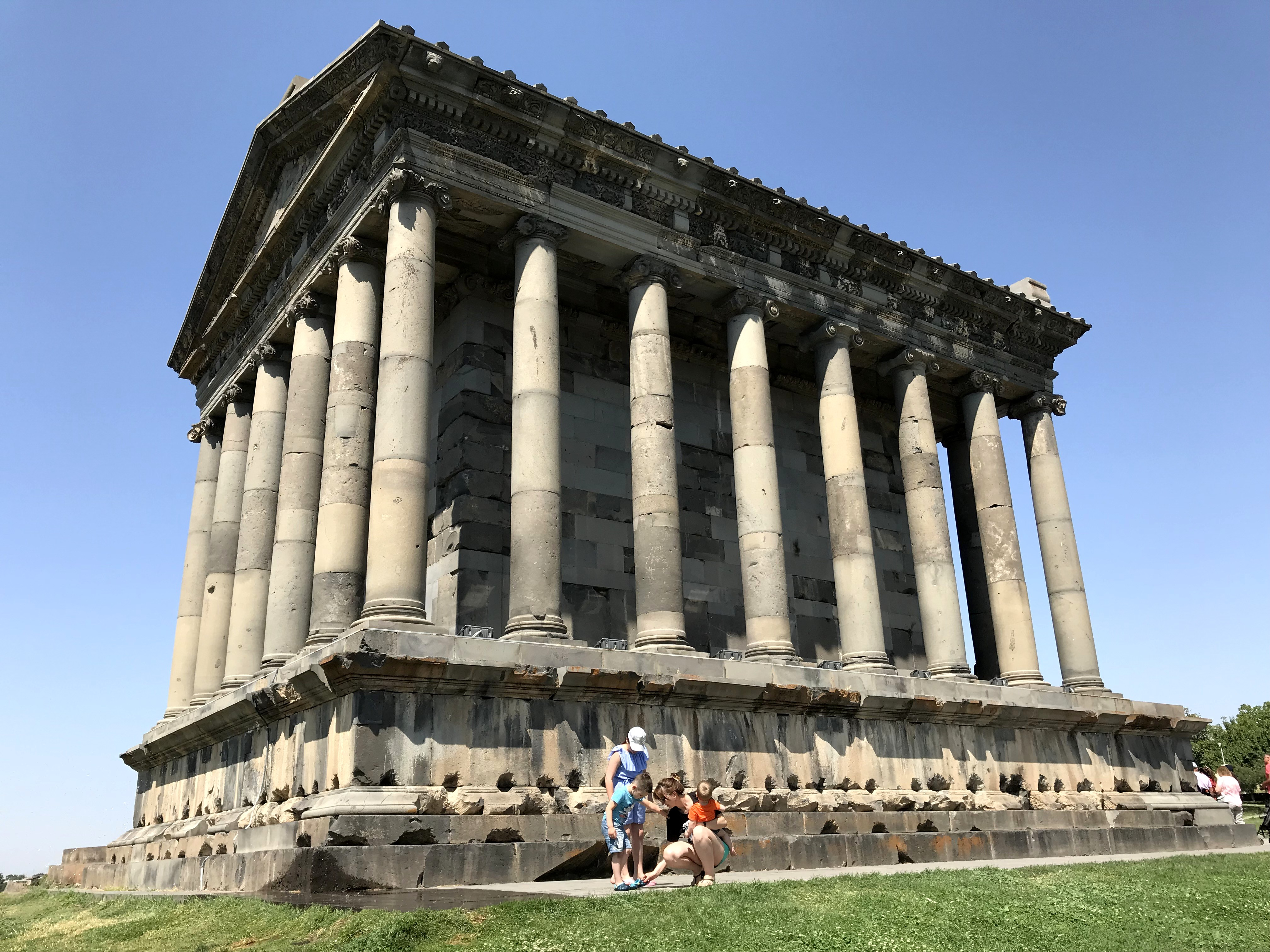
A templom